# Зелёная Диброва (Харьковская область)
Зелёная Дибро́ва (укр. Зелена Діброва) — село, Кегичёвский поселковый совет, Кегичёвский район, Харьковская область, Украина.
Код КОАТУУ — 6323155102. Население по переписи 2001 года составляет 79 (33/46 м/ж) человек.

## Географическое положение
Село Зелёная Диброва находится в 2-х км от пгт Кегичёвка, в 2-х км от реки Богатая (правый берег). Рядом с селом проходит автомобильная дорога Т-2110. В селе есть небольшой пруд.

## История
- 1775 — дата основания.